# Nerf sural
Le nerf sural (ou nerf saphène externe) est un nerf sensitif du membre inférieur.

## Origine
Le nerf sural nait au milieu de la face postérieure de la jambe de la convergence du nerf cutané sural médial et de la branche communicante surale avec le nerf cutané sural latéral.

### Variation
Il existe huit variations documentées de la formation par anastomose du nerf sural et du plexus nerveux formé par l'ensemble des trois nerfs : nerf sural, nerf cutané sural médial et branche communicante avec le nerf cutané sural latéral..

## Trajet
Le nerf sural descend sur la face postérieure du mollet d'abord satellite de la veine saphène, puis latéralement au tendon calcanéen et passe en arrière de la malléole externe.
Il se termine en nerf cutané dorsal latéral et donne les rameaux calcanéens latéraux.

## Zone d'innervation
Le nerf sural donne quelques filets à la cheville.
Par ses branches terminales, il assure l'innervation sensitive des téguments de la partie inférieure et latérale de la jambe et la région malléolaire externe.

## Galerie

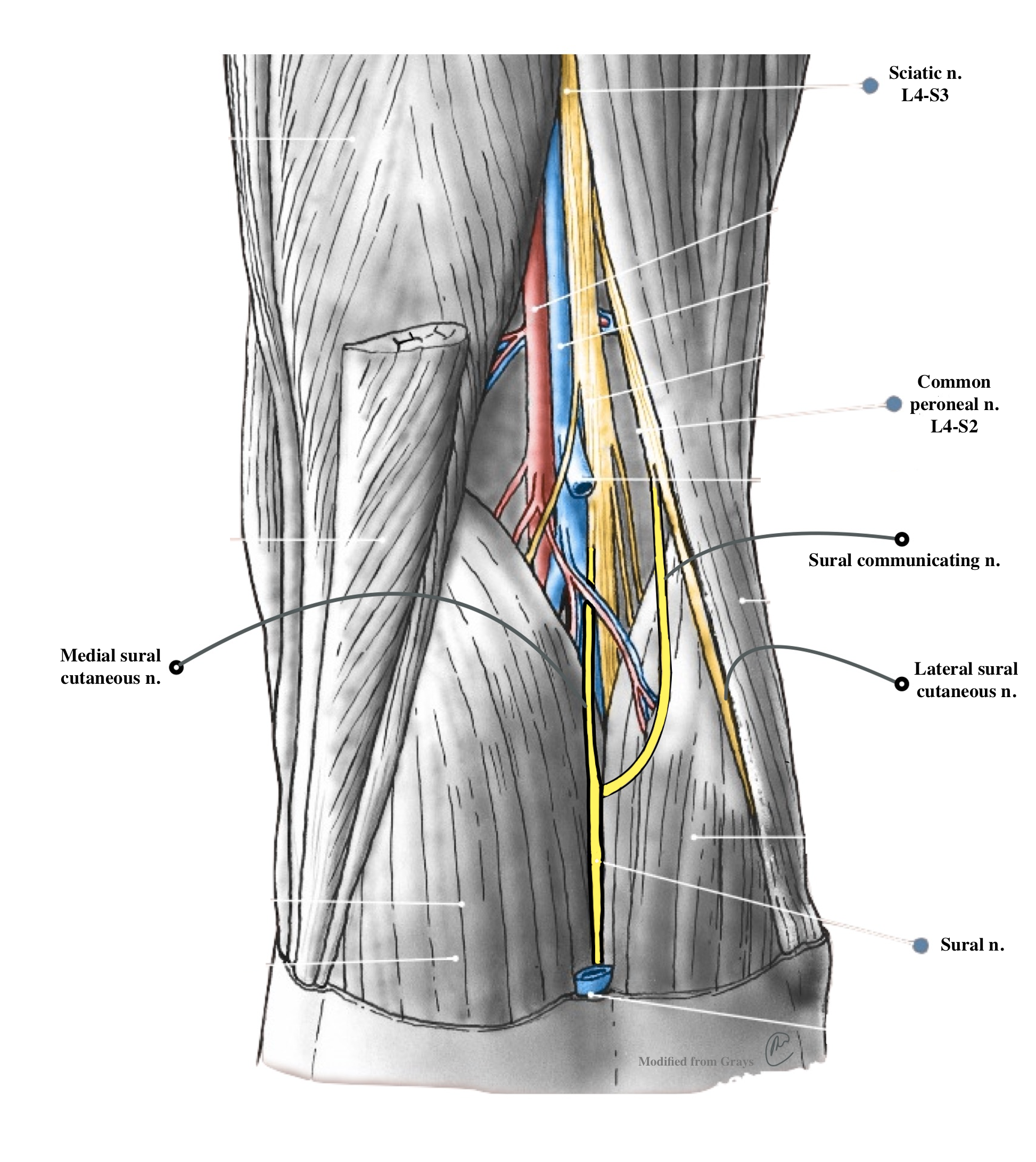
La fosse poplitée montrant la formation d'un nerf sural de type 1
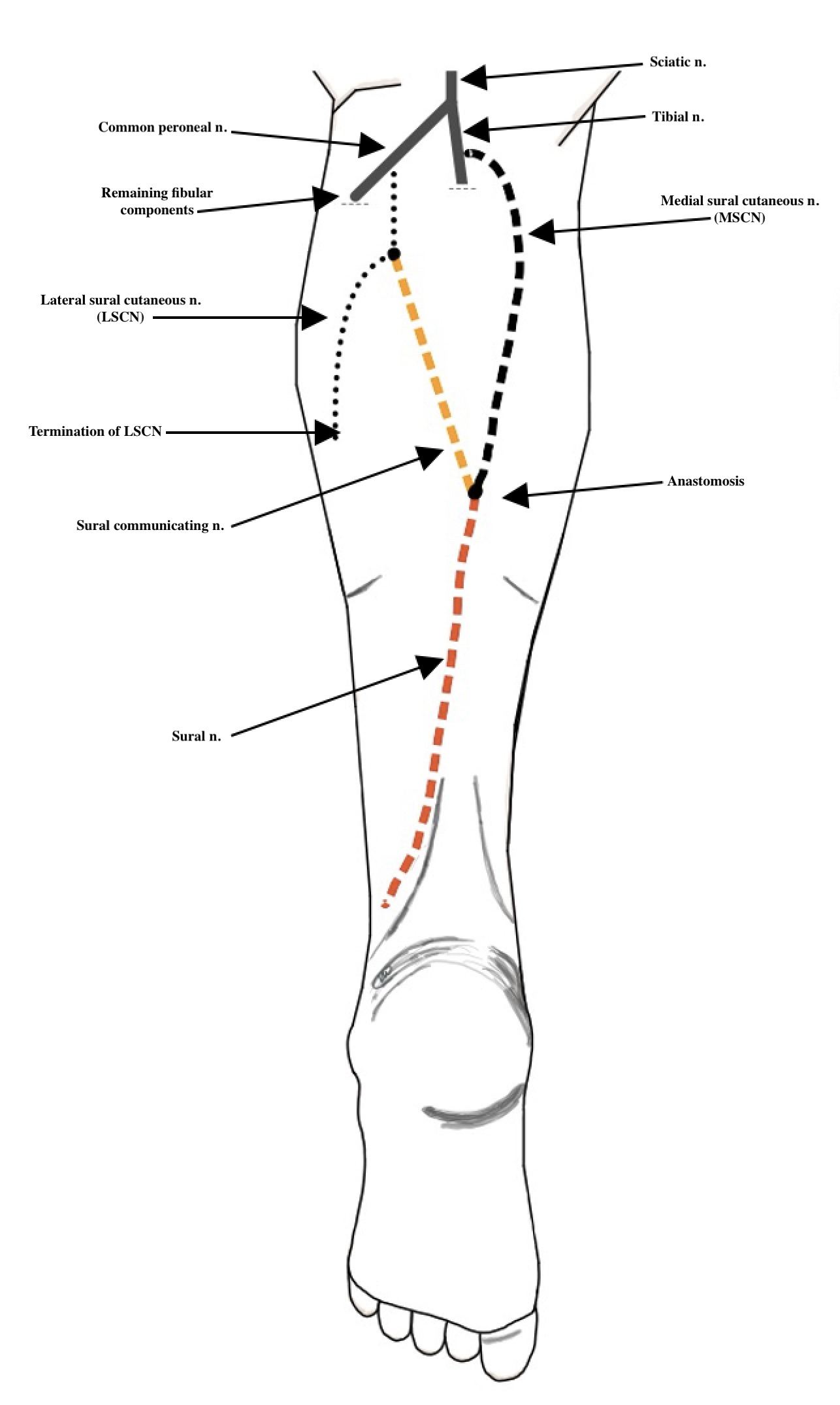
Nerf sural de type 1
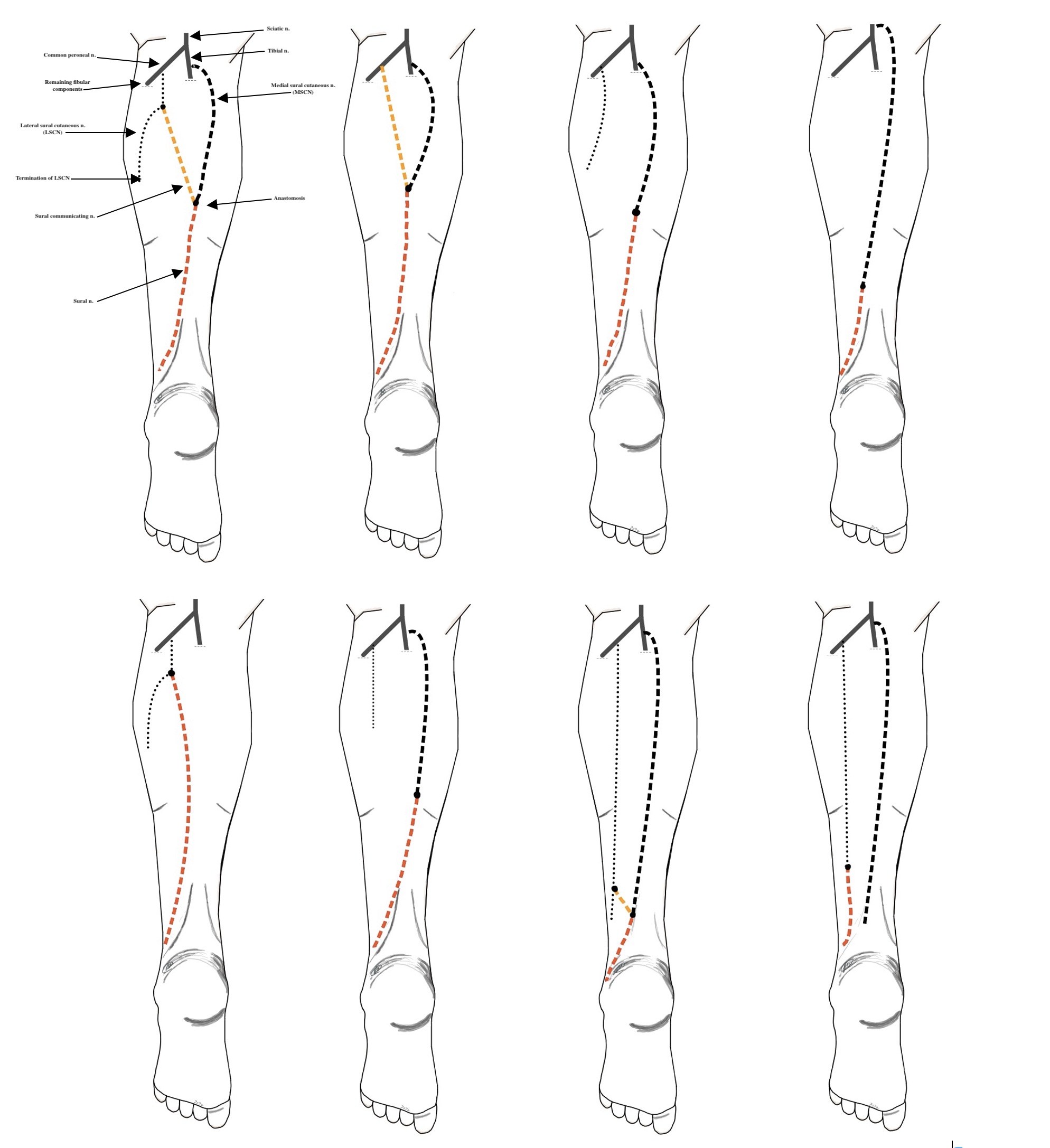
Les huit types documentés de formation du nerf sural (en rouge)
Zones d'innervation cutanée fournies par les nerfs de la jambe.
Zones d'innervation plantaire des nerfs de la jambe.